# L'Élève Ducobu (film)
Cet article concerne le film. Pour la bande dessinée, voir L'Élève Ducobu.
Série Ducobu
Les Vacances de Ducobu
(2012)
Pour plus de détails, voir Fiche technique et Distribution.
L’Élève Ducobu est un film français de comédie réalisé par Philippe de Chauveron et sorti en 2011. Il s'agit d'une adaptation de la bande dessinée belge du même nom de Godi et Zidrou. Le film met en scène un élève nommé Ducobu, nouvel arrivant à l'école Saint-Potache, qui tente d'obtenir de bonnes notes par tous les moyens possibles et imaginables.
Une suite, intitulée Les Vacances de Ducobu, est sortie en 2012. Elle est suivie par trois autres films.

## Synopsis
À l'école primaire Lafontaine, le jeudi 15 juin 2011, l'élève Ducobu dort durant les cours, mais il est rapidement réveillé par son professeur, celui-ci l'obligeant à aller au tableau. Plus tard, son père, Hervé Ducobu, est convoqué chez la directrice pour, encore une fois, entendre que son fils n'est plus admis à l'établissement scolaire du fait de ses mauvaises notes.
Après avoir déménagé pour être placé dans un autre établissement nommé l'école Saint-Potache, Ducobu fait la connaissance de son nouveau professeur, Monsieur Gustave Latouche, de sa nouvelle voisine de table, Léonie Gratin (qui est également sa nouvelle voisine de maison) et ses camarades de classe, Molas (un autre cancre) accompagné de son meilleur ami, Elvis et Karine, la meilleure amie de Léonie.
À la suite d'une petite altercation avec son père, celui-ci menace son fils de le mettre en pension si aucun effort scolaire n'est montré. À la suite ces mêmes menaces et d'un cauchemar fait pendant la nuit, Ducobu devient motivé pour obtenir de bonnes notes.
Peu après, lors d'un assemblage de maquette dans le jardin, Ducobu père et fils sont invités par la mère de Léonie Gratin pour leur souhaiter la bienvenue dans le quartier. Ducobu, une fois monté dans la chambre de Léonie, invente un prétexte pour soutirer les réponses aux devoirs de lundi et obtient, le lendemain, son tout premier 10 sur 10.
Plus tard dans la journée, Ducobu se dirige dans sa papeterie habituelle nommée « Tout pour le cancre » ; il y revient rendre visite à son fournisseur habituel, Monsieur Kitrich. Sorti de la papeterie, il ressort avec un sonotone, un perroquet et quelques bricoles.
Il obtient par la suite sa deuxième bonne note à l'aide d'un coussin gonflable lui permettant de copier sur sa voisine Léonie, ainsi que sa troisième bonne note à l'oral, sur les tables de multiplication, à l'aide d'Elvis qui lui souffle les réponses au moyen d'une oreillette.
En classe de musique, mademoiselle Rateau a du mal à se faire respecter par ses élèves malgré le fait qu'elle réclame le silence ; quelques instants plus tard, Monsieur Latouche intervient et les calme. Après avoir bricolé sa flûte, Ducobu réussit à jouer un air musical sans faute et obtient ainsi une nouvelle bonne note. Il continue ainsi à enchaîner les 10 sur 10 jusqu'à la fin du premier trimestre.
Durant la journée avant les vacances de Noël et après les heures de classe, Monsieur Latouche convoque le père de Ducobu pour lui donner de bonnes appréciations sur son fils. Il lui recommande également d'être moins dur avec lui ; plus tôt dans le film, Ducobu avait prétexté avoir des problèmes de santé dans le but d'être dispensé de cours de sport et d'obtenir les bonnes notes.
Après cet entretien et quelques remises en question sur l'élève, Monsieur Latouche tente d'en savoir un peu plus sur Ducobu ; il part pour son ancien établissement, mais il est rapidement rejeté par la directrice, lui faisant comprendre qu’il n’est pas question pour eux de le reprendre ; il part ensuite pour la « Maison de Repos de l'Éducation Nationale » (MREN), où il retrouvera Monsieur Mignard, l'un des anciens professeurs de l'élève, qui était devenu fou. Celui-ci se met à rire lorsque Monsieur Latouche lui dit que Ducobu est le meilleur élève de la classe.
Durant le premier jour de la rentrée, Ducobu est interrogé par Monsieur Latouche pour lui faire réviser ses tables de multiplication : premier échec car son oreillette lui a été retirée ; il obtient alors son premier 0 sur 10 pendant le deuxième trimestre et reprend ainsi son statut légendaire de cancre.
Il obtient ensuite son deuxième 0 sur 10 en classe de musique. Et ainsi de suite, il accumule les zéros jusqu'à la fin du trimestre, Monsieur Latouche découvrant ses tentatives de triche à chaque interrogation. L'instituteur convoque de nouveau le père de Ducobu, mais cette fois-ci pour l'informer que son fils est un tricheur, ce qui rendra furieux Monsieur Ducobu. Ce dernier crie à son fils qu’il est susceptible à ce rythme-là de finir en pension plus tôt que prévu.
Durant la journée du 1er avril, les élèves de monsieur Latouche ont tenté de lui jouer des tours (une punaise sur sa chaise, un camembert puant sur son bureau et un chiffon enduit de confiture pour effacer le tableau tout recouvert de craie). Pour faire plaisir à ses élèves, Latouche joue le jeu et efface le tableau avec le chiffon. Peu après, il est étonné que Ducobu ne se soit pas manifesté et pense qu'il a manigancé quelque chose. L'inspecteur académique, monsieur Poisson, entre dans la classe de monsieur Latouche et celui-ci, pensant que c'est un coup de Ducobu, se moque effrontément de l'inspecteur.
Quelques jours après, la classe part en classe verte où le responsable du foyer, Monsieur Buque, leur prépare des plats qui ne sont pas à leur goût. Pour se retrouver seul avec Mademoiselle Rateau, Monsieur Latouche a préparé pour les enfants un jeu de piste dans les bois.
Plus tard l'équipe de Léonie Gratin et de Ducobu se perd, puis passe la nuit en forêt. Inquiets de cette disparition, monsieur Latouche et mademoiselle Rateau préviennent la Gendarmerie ; mais aucune recherche ne peut être effectuée de nuit. Soudain, dans le campement de l'équipe, un loup surgit. Ducobu les sauve. Le lendemain, l'équipe est sauvée grâce à lui et à sa débrouillardise.
Cependant, Latouche risque d'être renvoyé pour faute grave après l'enquête des gendarmes. Ducobu lui propose alors de le tirer d'affaire grâce à de faux témoignages de sa part et de ses camarades qui innocenteraient Latouche ; en échange d'une moyenne suffisante pour pouvoir rester à Saint-Potache. N'ayant pas le choix, ce dernier accepte.
Une quinzaine de jours après, un hommage est organisé en l'honneur du courage de Ducobu et un discours est finalement prononcé par monsieur Latouche, après que le ministre n’a pu finir son discours en raison d'une urgence. Les élèves applaudissent Ducobu lors de l'hommage, après la cérémonie Ducobu a oublié qui lui reste un dernier jour en classe.

## Fiche technique
- Titre original : L’Élève Ducobu
- Réalisation : Philippe de Chauveron
- Scénario : Marc de Chauveron et Philippe de Chauveron, d’après la série de bandes dessinées L'Élève Ducobu de Zidrou et Godi
- Son : Germain Boulay
- Musique : Marc Chouarain
- Montage : Sandro Lavezzi
- Production : Romain Rojtman
- Effets spéciaux numérique : Duran Duboi (Paris)
- Société de distribution : UGC Distribution
- Pays d’origine :  France
- Langue originale : français
- Format : couleur - 1,85 : 1
- Genre : comédie
- Durée : 96 minutes
- Budget : 9,58 millions d'euros
- Date de sortie :
  - France, Belgique : 22 juin 2011
- Dates de sortie DVD : 
  - France : 22 octobre 2011

## Distribution
- Vincent Claude : Ducobu

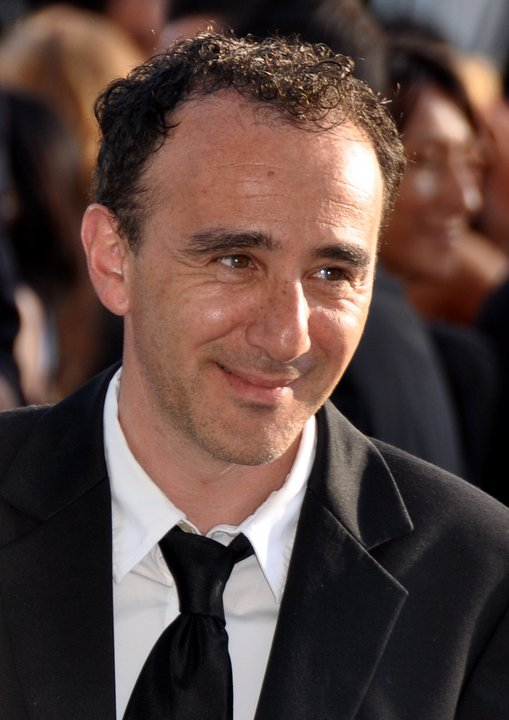
Élie Semoun endosse le rôle de monsieur Latouche.

- Élie Semoun : Gustave Latouche, le professeur de Ducobu / Ghislaine Latouche, la mère de Gustave Latouche
- Juliette Chappey : Léonie Gratin, la meilleure élève de la classe de Gustave Latouche
- Joséphine de Meaux : Ghislaine Rateau
- Bruno Podalydès : Hervé Ducobu
- Helena Noguerra : Adeline Gratin
- Edgar Givry : le proviseur de l'école Saint-Potache
- Daphné Tarka : Karine Dubuisson
- Vincent Scognamillo : Molas
- Vincent N'Diaye : Elvis N'Diaby
- Jean-François Gallotte : Monsieur Buque
- Valériane de Villeneuve : la directrice de l'école Lafontaine
- Jean-Luc Porraz : Monsieur Mignard
- Bob Martet : Jean-Pierre
- Gérard Dubouche : le capitaine de gendarmerie
- Jean-Paul Bonnaire : Monsieur Kitrish
- Tatiana Rojo : la psychologue (scène coupée)
- Lise Lametrie : Mlle Moute
- François Levantal : le professeur de la pension dans le cauchemar de Ducobu / La voix de l'instituteur de Ducobu au début du film
- Loïc Legendre : un infirmier de la maison de repos
- Gautier van Lieshout : un élève de la maison de repos
- Olivier Broche : Monsieur Poisson, l'inspecteur de l'Académie
- Yves Pignot : le ministre de l'éducation nationale
- Cyril Lecomte : l'agent immobilier

## Accueil
Lors de sa sortie en France au cinéma le 22 juin 2011, L'Élève Ducobu recense 353 369 entrées lors de sa première semaine de diffusion. Au total, après plus de dix semaines de diffusion, 1 492 184 entrées ont été recensées, le film se classe en 34e position des films sortis en 2011. Le film recense au total 14 174 240 de dollars de recette pour un budget de 10,5 M$.

## Distinctions
L’Élève Ducobu a été nommé dans la catégorie « Panorama » au Festival du film de Cabourg - Journées romantiques, journées européennes 2011.

## Suites
Une suite, intitulée Les Vacances de Ducobu, sort dès l'année suivante dans les salles françaises. Puis sept ans plus tard, un troisième opus, Ducobu 3, est officialisé, avec Élie Semoun remplaçant Philippe de Chauveron au poste de réalisateur. Deux ans après, un quatrième opus intitulé Ducobu président !, toujours réalisé par Élie Semoun, est sorti le 13 juillet 2022. Le 3 avril 2024, sort le cinquième opus, Ducobu passe au vert, également réalisé par Élie Semoun.